# Amalfi (Italia)
Amalfi es una comuna y archidiócesis italiana de la región de Campania, situada a la orilla del golfo de Salerno, a 75 km de Nápoles. Se encuentra en la boca de una profunda garganta al pie del Monte Cerreto, de 1315 m de altura, rodeada por acantilados. Amalfi es parte de la lista de lugares Patrimonio de la Humanidad de la Unesco. Amalfi es el principal pueblo de la costa en la que se localiza, llamada Costa Amalfitana siendo un importante destino turístico junto a otros pueblos de la misma costa, como Positano y Ravello.

## Historia
La ciudad de Amalfi fue fundada como puesto comercial durante la dominación romana de la Campania en el 339, de donde se desprende la inscripción “Descendit ex patribus Romanorum” en su escudo. Se tiene registro de la presencia de Amalfi desde el siglo VI. El primer obispo fue designado en 596. En 838, la ciudad fue capturada por Sicardo de Benevento, con ayuda de traidores locales, quienes le guiaron a través de las defensas de la ciudad. En 839, Amalfi se liberó de la dominación lombarda y eligió a un magistrado que pronto sería denominado Prefecto para las labores de gobierno. Más tarde, Amalfi ayudó a la liberación de Siconulfo de Salerno, oponente del príncipe Sicardo. En el siglo IX se convirtió en una de las cuatro Repúblicas marítimas que rivalizaron por el control del mar Mediterráneo. 
La ciudad ganó importancia como potencia marítima, intercambiando su grano, sal, esclavos e incluso madera traídos desde el interior de Italia, a cambio de dinares de oro de Egipto y Siria, que usaba para comprar sedas del Imperio bizantino que luego eran revendidas en Occidente. Los mercaderes de Amalfi ya empleaban monedas de oro para comprar tierras en el siglo IX, mientras la mayoría de Italia todavía funcionaba a base de trueque. En los siglos VIII y IX, cuando revivió el comercio en el Mediterráneo, compartió con Gaeta el comercio italiano con Oriente, mientras Venecia todavía estaba en su infancia, y en 848 su flota acudió al auxilio del Papa León IV contra los sarracenos.
Para el año 839 Amalfi era una república independiente con una población de alrededor de 70 000 habitantes, pero en 1131 fue asaltada por el rey normando Roger II de Sicilia. En 1135 y 1137 fue tomada por los pisanos y su importancia declinó rápidamente, si bien su código marítimo (Tavole Amalfitane) fue reconocido en el Mediterráneo hasta 1570. En 1343 una gran porción de la parte baja del pueblo fue destruida por un tsunami, y su puerto es ahora de poca importancia.
En la cripta de la catedral de Amalfi se encuentran las reliquias de San Andrés apóstol, hermano de Simón Pedro.
Durante el dominio español se creó el ducado de Amalfi que todavía es un título nobiliario español, con Grandeza de España, otorgado por primera vez por el rey Felipe IV a Octavio Piccolomini de Aragón el 13 de noviembre de 1642, desde Nápoles.

## Demografía
| Gráfica de evolución demográfica de Amalfi entre 1861 y 2009 |
|                                                              |
| Fuente ISTAT - elaboración gráfica de Wikipedia              |

## Religión
La población de Amalfi profesa la religión católica.

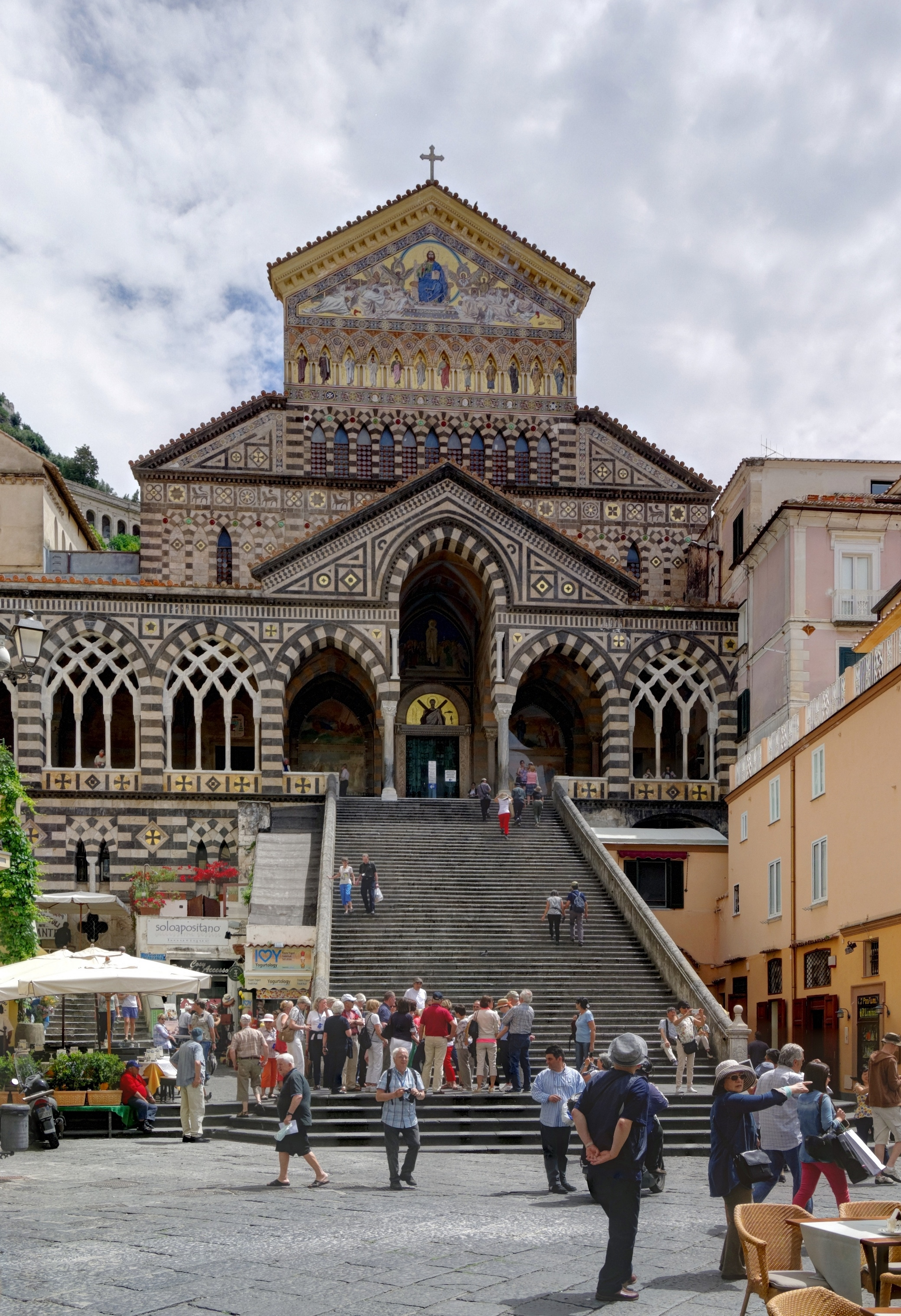
Catedral de Amalfi y su plaza.
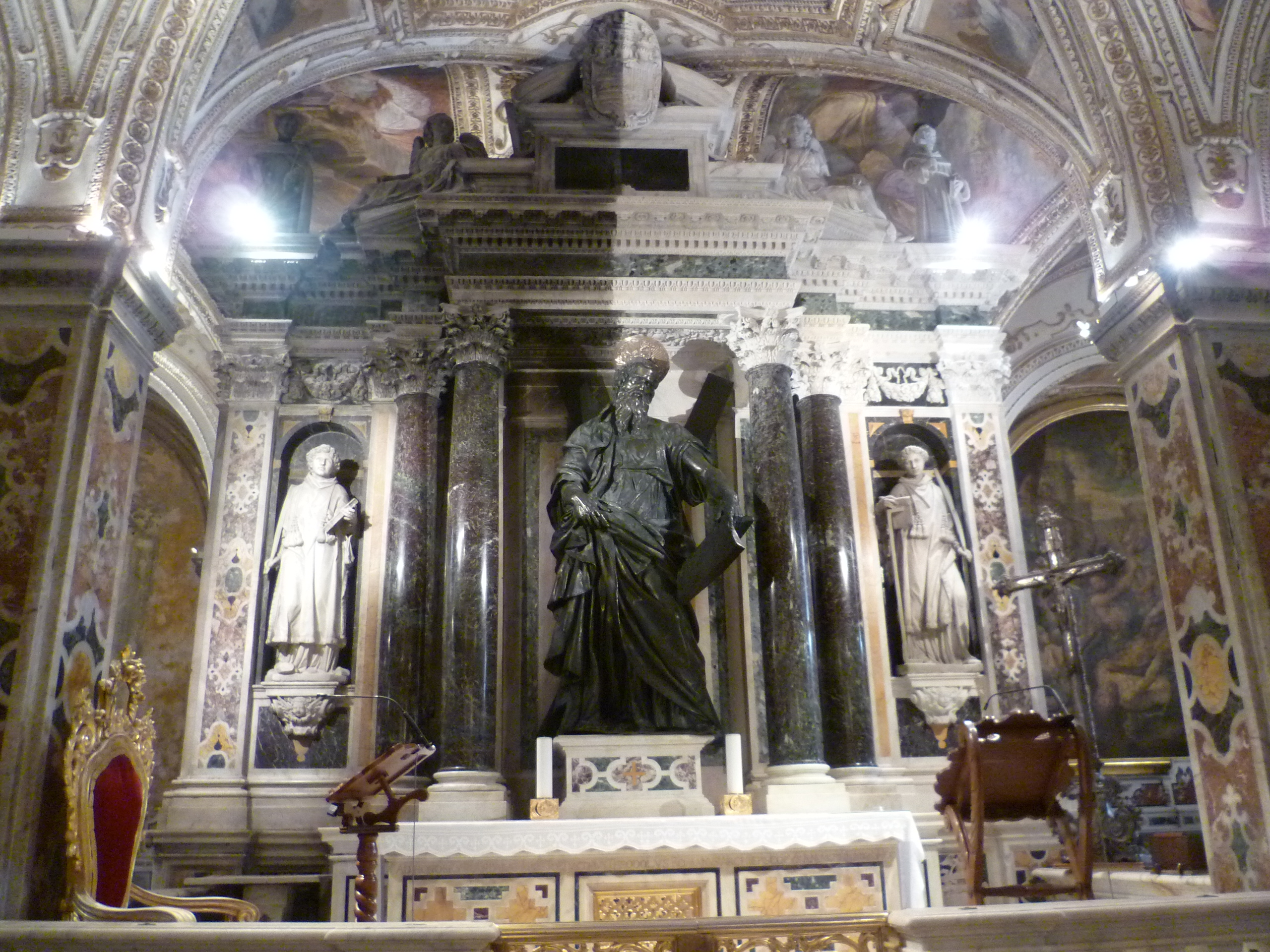
Capilla de San Andrés.
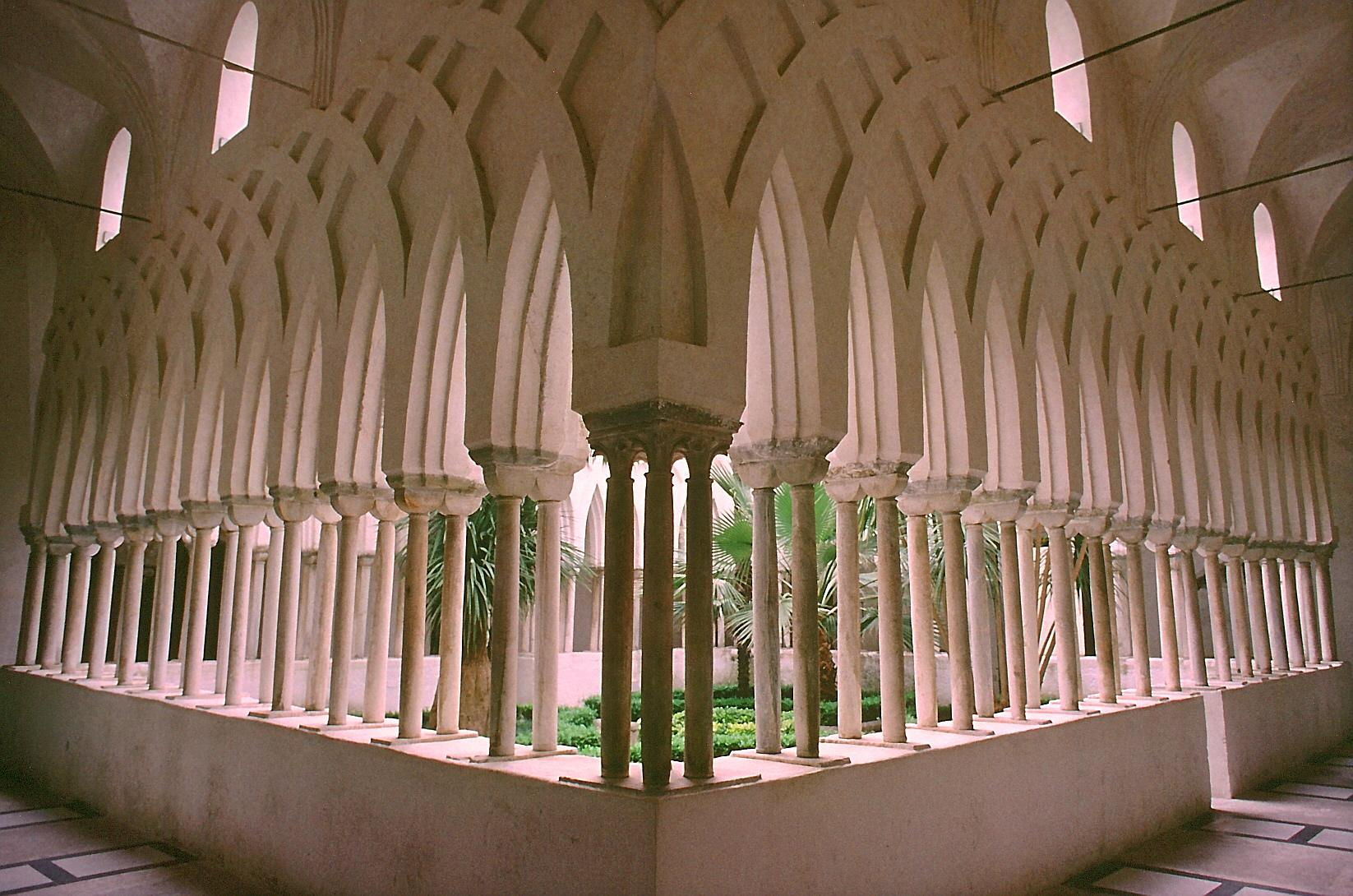
El Chiostro del Paradiso.

## Economía
La costa de Amalfi se distingue por su producción de limoncello y se caracteriza por la siembra de limoneros.

## Cultura

### Principales eventos
- Celebración de la Semana Santa
- Patronato de San Andrés
- Regata de la antigua república marítima
- Museo cívico de Amalfi

### Lugares de interés
- Catedral de San Andrés
- Arsenal de la República
- Museo Diocesano
- Museo cívico de Amalfi
- Museo de la carta: Antiguo edificio del servicio postal.